# Hans Elias von der Weyde
Hans Elias von der Weyde (30. september 1691 i Kastellet i København – 22. august 1759 på Gottorp Slot) var en dansk officer og godsejer.
Hans forældre var kaptajn Rudolf von der Weyde, af en gammel, oprindelig flamsk officersfamilie, og Alhed Berte Lund, en borgerdatter fra Skåne. 15 år gammel blev sønnen «sat i Mondur» ved Prinsen af Hessens (fra 1714 sjællandske) hvervede infanteriregiment, hvor han tjente i 37 år og blev fændrik 1710, sekondløjtnant 1711, premierløjtnant 1717, kaptajnløjtnant 1729, kaptajn 1730 og major 1739. Han gik af med oberstløjtnants karakter 1744, men fik 1752 ny ansættelse som kommandant på Gottorp, hvor han døde 22. auugst 1759. Han havde 1709-20 gjort Den store nordiske Krig med i Skåne, Nordtyskland og Norge, havde vist sig som en brav og tapper soldat og var flere gange blevet såret. Også i ekspeditionen til Hannover 1741-42 havde han taget del. Han var gift 1. gang 12. februar 1727 med Berte Marie Schmidt (død 7. januar 1739), datter af kaptajn Johan Georg Schmidt til Lyngholm; 2. gang 22. september 1745 med Edele Ermegaard Pors (11. december 1720 – 11. november 1746), datter af oberst Claus Enevold Pors.
Gennem sin 1. hustru arvede Weyde den lille sædegård Lyngholm i Thy, som han solgte 1754. Her nedskrev han under sit otium 1744-50 ret udførlige optegnelser om sit liv, der oprindelig kun var bestemte for hans børn, men som har ikke ringe interesse som et øjenvidnes beretning om de nævnte krigsbegivenheder og om datidens militære forhold. Ved sit gode og naturlige dansk og ved den humane og beskedne, fædrelandskærlige og gudfrygtige tone, der går igennem selvbiografien, er denne derhos et vægtigt vidnesbyrd imod dem, der i Jacob von Thyboe og Diederich von Menschenschreck har villet se typiske repræsentanter for hele datidens danske officerskorps; det er i denne henseende karakteristisk, at Weyde i optegnelserne viser sig som en beundrer af "Hr. Holbergs berømmelige Skrifter".